# Agnetina spinata
Agnetina spinata är en bäcksländeart som först beskrevs av Wu, C.F. 1949.  Agnetina spinata ingår i släktet Agnetina och familjen jättebäcksländor. Inga underarter finns listade i Catalogue of Life.